# Innerdalstårnet
Innerdalstårnet ist ein Berg in Norwegen. Er befindet sich in der Berglandschaft Trollheimen in der Provinz Møre og Romsdal und ist Teil des Skandinavischen Gebirges. Dort ist er mit einer Höhe von 1452 moh. nur 70 m kleiner als sein Nachbarberg Tårnfjellet. Von diesem grenzt er sich durch eine Scharte mit 147 m Tiefe an der Südflanke ab.

## Erstbesteigung
Die Erstbesteigung des Bergs erfolgte im Juli 1889 durch Jørgen Nerdal, Anders Olssøn Rødset, Gunnar Josvassøn Nygård und Eistein Halvorssøn Holten.

## Lage und Umgebung
Innerdalstårnet liegt in der Gemeinde Sunndal, im Landschaftsschutzgebiet Innerdalen (norw.: Innerdalen landskapsvernområde). Der Berg gehört zu einem Gebirgszug, der von den Tälern Innerdal im Norden, Narvadal im Osten, Sunndal im Süden und Flatvaddal im Westen umschlossen wird. Innerdalstårnet ist der nördlichste und kleinste Berg der Gebirgskette. Ihm folgen in südlicher Richtung Tårnfjellet (1521 moh.), Tåga (1840 moh.) und Såtbakkollen (1632 moh.).

## Routen zum Gipfel
Es gibt einen Weg zum Gipfel. Vom Ausgangspunkt Innerdalshytte ist er 4,6 km lang und bewältigt einen Höhenunterschied von 1043 m. Der Aufstieg vom Innerdalen (409 moh.) folgt dem Fluss Fluo hinauf zum Storvatnet (733 moh.) im Fladvaddalen. Von dort aus führt er in die Scharte (1297 moh.) zwischen Innerdalstårnet und Tårnfjellet bis zum Gipfel.
Im nationalen Vergleich von UT wird der Weg zum Gipfel als sehr anspruchsvoll bewertet. Helm und Klettererfahrung werden empfohlen.

## Erwähnenswertes
Die NRK-Serie Jul i Blåfjell zeigt Innerdalstårnet im Vorspann.